# Aatos Jaskari
Aatos Tuomas Jaskari (* 26. April 1904 in Nurmo, Provinz Seinäjoki; † 16. März 1962 ebda.) war ein finnischer Ringer. Er gewann bei den Olympischen Spielen 1932 in Los Angeles eine Bronzemedaille im freien Stil im Bantamgewicht.

## Werdegang
Aatos Jaskari begann als Jugendlicher beim Ringerclub Nurmon Jymy mit dem Ringen. Er startete sowohl im freien als auch im griechisch-römischen Stil und immer im Bantamgewicht, wobei er im freien Stil insgesamt erfolgreicher war.
Seine erste Medaille bei finnischen Meisterschaften gewann er 1928 im freien Stil, als er im Bantamgewicht hinter Kaarlo Mäkinen und Joppe Ryhänen den 3. Platz errang. Erstmals finnischer Meister wurde er 1931 und das gleich in beiden Stilarten. Dazu wurde er auch noch 1932, 1933, 1935 und 1937 finnischer Meister im freien Stil.
1932 gehörte Aatos Jaskari der finnischen Ringermannschaft bei den Olympischen Spielen in Los Angeles an. Er startete dort in beiden Stilarten. Im freien Stil siegte er im Bantamgewicht über Joseph Reid, Großbritannien, James Trifunov, Kanada und Georgios Zervinis, Griechenland, unterlag dann aber gegen Ödön Zombori, Ungarn und Robert E. Pearce aus den Vereinigten Staaten und gewann damit die Bronzemedaille. Im griechisch-römischen Stil unterlag Aatos Jaskari gegen Jakob Brendel aus Deutschland und Herman Tuvesson aus Schweden und belegte bei sieben Teilnehmern nur den 6.
Platz.
Aatos Jaskari konnte sich auch noch für die Olympischen Spiele 1936 in Berlin qualifizieren. Dort startete er aber nur im freien Stil im Bantamgewicht. Nach einer Niederlage gegen Herman Tuvesson siegte er über Enrique Jurado aus den Philippinen und Marcello Nizzola aus Italien, unterlag aber dann gegen Ross Flood aus den Vereinigten Staaten, womit er ausschied und den 5. Platz belegte.
Bei Europameisterschaften, die von 1925 bis 1939 regelmäßig stattfanden, war Aatos Jaskari nicht am Start.
Der Sohn von Aatos Jaskari, Tauno Jaskari, war ebenfalls ein Weltklasseringer.

## Internationale Erfolge
| Jahr | Platz  | Wettbewerb        | Stilart | Gewichtsklasse | Ergebnisse |
| 1932 | Bronze | OS in Los Angeles | F       | Bantam         | nach Siegen über Joseph Reid, Großbritannien, James Trifunov, Kanada und Georgios Zervinis, Griechenland und Niederlagen gegen Ödön Zombori, Ungarn und Robert E. Pearce, USA |
| 1932 | 6.     | OS in Los Angeles | GR      | Bantam         | nach Niederlagen gegen Jakob Brendel, Deutschland und Herman Tuvesson, Schweden                                                                                               |
| 1936 | 5.     | OS in Berlin      | F       | Bantam         | nach einer Niederlage gegen Herman Tuvesson, Siegen über Enrique Jurado, Philippinen und Marcello Nizzola, Italien und einer Niederlage gegen Ross Flood, USA                 |

## Finnische Meisterschaften
| Jahr | Platz | Stilart | Gewichtsklasse | Ergebnisse                              |
| 1928 | 3.    | F       | Bantam         | hinter Kaarlo Mäkinen und Joppe Ryhänen |
| 1929 | 3.    | GR      | Bantam         | hinter Urho Pappinen und Väinö Ylikoski |
| 1931 | 1.    | GR      | Bantam         | vor Joppe Ryhänen und Aatos Siponen     |
| 1931 | 1.    | F       | Bantam         | vor Milliam Maunula und T. Koponen      |
| 1932 | 2.    | GR      | Bantam         | hinter Urho Pappinen, vor Antti Vallin  |
| 1932 | 1.    | F       | Bantam         | vor Urho Pappinen und Aaro Krankkala    |
| 1933 | 1.    | F       | Bantam         | vor Milliam Maunula und Väinö Mäkinen   |
| 1934 | 2.    | GR      | Bantam         | hinter Esko Hjelt, vor Antti Vallin     |
| 1935 | 1.    | F       | Bantam         | vor Guido Vestergård und E. Vasama      |
| 1936 | 2.    | F       | Bantam         | hinter Milliam Maunula, vor E. Turunen  |
| 1937 | 1.    | F       | Bantam         | vor Pauli Niemi und Aaro Valli          |
| 1938 | 2.    | F       | Bantam         | hinter Pauli Niemi, vor Antti Halonen   |

Erläuterungen
- F = freier Stil, GR = griechisch-römischer Stil
- OS = Olympische Spiele
- Bantamgewicht, Gewichtsklasse, damals bis 56 kg Körpergewicht